# 1588 Descamisada
Az 1588 Descamisada (ideiglenes jelöléssel 1951 MH) a Naprendszer kisbolygóövében található aszteroida. Miguel Itzigsohn fedezte fel 1951. június 27-én.